# Balogh Bálint (kanonok)
Balogh Bálint (Poroskő, 1880 – Budapest, 1940) magyar királyi kormányfőtanácsos, a hajdúdorogi székeskáptalan kanonokja

## Élete
1907. március 31-étől a Munkácsi görögkatolikus egyházmegye papja. Firczák Gyula munkácsi megyéspüspök szentelte pappá. Szentelése után az Amerikai Egyesült Államokban működött. Közel harminc évet szolgált az Amerikai Egyesült Államokban. Amerikai tartózkodása során meghatározó szószólója volt a görög szertartású rutének függetlenségi mozgalmának és a katolikus hitnek. Hazatérve egyik legfőbb képviselője a budai görög-katolikus egyházközség megszervezésének. 1935-től a budapest-budai parókia parókusa (1935–1940). Székhelye a budai Szent Flórián Görögkatolikus Parókia. Működése alatt, 1937-ben 1,4 m-rel megemelték a templom szintjét, hogy a Duna gyakori vízszintemelkedése során a talajvíz ne lepje el a templomot. 1935-től esperes, 1940-től haláláig a hajdúdorogi székeskáptalan kanonokja.

## Halála
Korai és hirtelen halálát vakbélgyulladás okozta. Buda első parochusát 1940. június 1-én kísérte ki óriási tömeg utolsó útjára a Farkasréti temetőbe. Egyházi temetését a szent Flórián templomban Bányay Jenő nagyprépost, világi temetését dr. Dudás Miklós megyés püspök végezte nagy papi segédlettel.